# Petite amie
Pour les articles homonymes, voir Petite amie (homonymie) et Blonde.

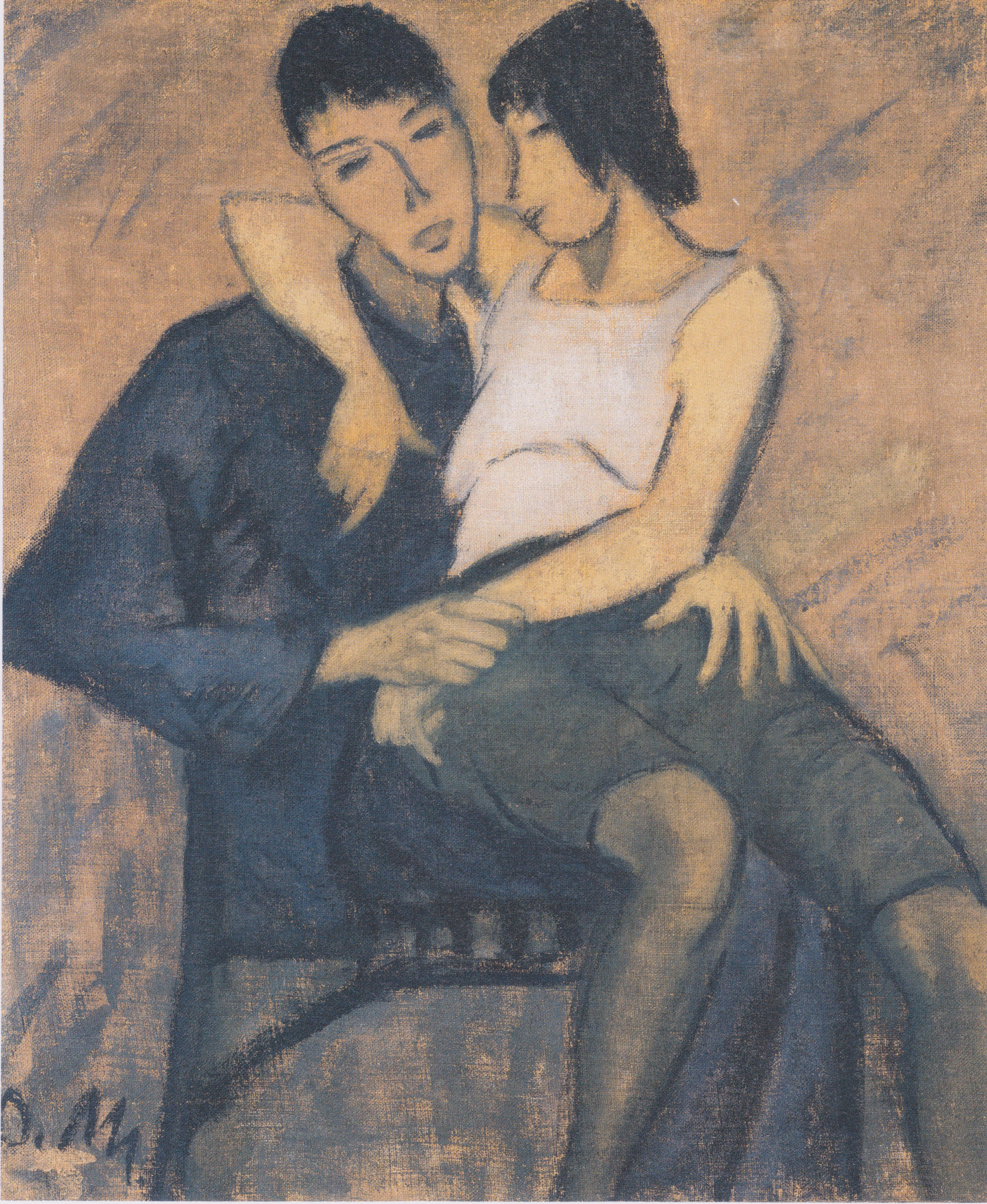
Otto Mueller, Liebespaar (vers 1914).

Une petite amie ou petite copine est une personne de sexe féminin avec qui l'on partage une relation amoureuse et/ou sexuelle. 
Au Québec, on utilise plutôt le mot blonde pour désigner une petite amie.
Le terme, comme celui de « copine », est généralement réservé à une relation engagée récemment, puisque d'autres termes comme « femme » ou « compagne » sont plus communément utilisés pour les relations à long terme.